# 1614 aux échecs
| Années des échecs : 1611 - 1612 - 1613 - 1614 - 1615 - 1616 - 1617    |
| Décennies des échecs : 1580 - 1590 - 1600 - 1610 - 1620 - 1630 - 1640 |

Cet article présente les faits marquants de l'année 1614 aux échecs.

## Divers
- Publication posthume d’Arthur Saul, homme d’Eglise anglais, intitulée Famous Game Of Chesse Play, où il développe l’idée que c’est Xerxès qui inventa les échecs[1].